# Amphipoea interoceanica
Amphipoea interoceanica (tên tiếng Anh: Interoceanic Ear Moth, Strawberry Cutworm Moth hoặc Strawberry Cutworm) là một loài bướm đêm thuộc họ Noctuidae. Nó được tìm thấy ở khắp vùng Bắc Mỹ. Ở Canada từ Quebec về phía tây đến Alberta (nhưng không thấy ở các tỉnh ven biển), Nova Scotia, và khu vực của Hoa Kỳ giáp Canada.
Sải cánh dài 28–35 mm. Con trưởng thành bay từ tháng 7 đến tháng 8 tùy theo địa điểm.
Ấu trùng ăn lá, thân và cuống quả của các loài Fragaria, cỏ và cói.